# Maria Pellegrina Amoretti
Maria Pellegrina Amoretti (Oneglia, 12 de mayo de 1756 - Oneglia, 12 de noviembre de 1787) fue la tercera mujer en licenciarse en Italia, en concreto en la Universidad de Pavía, después de la veneciana Elena Lucrezia Cornaro (nacida en 1646, perteneciente a una familia ducal, se doctoró en  Padua en Filosofía el 25 de junio de 1678), y de la boloñesa Laura Bassi (que, nació en 1711, doctora en Ciencia y Filosofía en Bolonia primera mujer profesora en  una universidad). 
Literata refinada y mujer de profunda cultura, murió poco antes de cumplir treinta años. Fue autora de un tratado sobre el derecho de dotes con el título Tractatus de jure dotium apud romanos.

## Biografía
Sobrina del literato y científico Carlo Amoretti, a los doce años ya hablaba las dos lenguas clásicas, latín y griego, y a los quince años discutía de filosofía y física; estudió jurisprudencia con los libros de su hermano mayor. Encontró bastante dificultad para licenciarse debido a su condición de mujer. Después de haber sido rechazada de la Universidad de Turín, se licenció a los veinte años en derecho civil en la Universidad de Pavía el 25 de enero de 1777, donde obtuvo finalmente el reconocimiento legal de su doctorado gracias a una serie de tesis, una de las cuales trataba de la figura Beatriz de Este.
Su familia se encontraba estrechamente relacionada con los antepasados de Manuel Belgrano, también originarios de esta pequeña ciudad del poniente ligur